# Gergana Topalowa
Gergana Topalowa (bulgarisch Гергана Топалова; * 22. Februar 2000 in Sofia) ist eine bulgarische Tennisspielerin.

## Karriere
Topalowa begann mit fünf Jahren das Tennisspielen und bevorzugt Sandplätze. Sie spielte bislang vorrangig Turniere der ITF Women’s World Tennis Tour, wo sie bisher sechs Titel im Einzel und fünf im Doppel gewinnen konnte.
Seit 2019 spielt sie in der bulgarischen Fed-Cup-Mannschaft, wo sie bislang in zwei Begegnungen zwei Doppel gespielt hat, die sie beide verloren hat.

## Turniersiege

### Einzel
| Nr. | Datum              | Turnier              | Kategorie   | Belag     | Finalgegnerin       | Ergebnis      |
| --- | ------------------ | -------------------- | ----------- | --------- | ------------------- | ------------- |
| 1.  | 8. Oktober 2017    | Sosopol              | ITF $15.000 | Hartplatz | Léa Tholey          | 6:3, 2:6, 6:3 |
| 2.  | 6. Mai 2018        | Kairo                | ITF $15.000 | Sand      | Nuria Párrizas Díaz | 7:5, 7:63     |
| 3.  | 8. November 2020   | Iraklio              | ITF W15     | Sand      | Romy Kölzer         | 6:4, 6:0      |
| 4.  | 9. Mai 2021        | Kairo                | ITF W15     | Sand      | Elina Awanessjan    | 6:3, 6:3      |
| 5.  | 7. August 2022     | Agadir               | ITF W25     | Sand      | Angelica Moratelli  | 2:6, 6:2, 6:3 |
| 6.  | 10. September 2023 | Saint-Palais-sur-Mer | ITF W40     | Sand      | Justina Mikulskytė  | 7:5, 5:7, 6:1 |

### Doppel
| Nr. | Datum             | Turnier   | Kategorie   | Belag     | Partnerin              | Finalgegnerinnen                      | Ergebnis         |
| --- | ----------------- | --------- | ----------- | --------- | ---------------------- | ------------------------------------- | ---------------- |
| 1.  | 5. Mai 2018       | Kairo     | ITF $15.000 | Sand      | Petja Arschinkowa      | Riya Bhatia Shelby Talcott            | 4:6, 6:3, [10:4] |
| 2.  | 20. November 2021 | Monastir  | ITF W15     | Hartplatz | Eliessa Vanlangendonck | Anouk Koevermans Lexie Stevens        | 6:1, 6:2         |
| 3.  | 9. April 2022     | Antalya   | ITF W15     | Sand      | Wlada Kowal            | Xenija Laskutowa Sapfo Sakellaridi    | 7:69, 6:2        |
| 4.  | 2. September 2023 | Oldenzaal | ITF W40     | Sand      | Daniela Vismane        | Isabelle Haverlag Eva Vedder          | 7:5, 2:6,[10:5]  |
| 5.  | 12. April 2025    | São Paulo | ITF W35     | Sand      | Ania Hertel            | Carolina Bohrer Martins Lilian Poling | 5:7, 6:1, [10:6] |